# Lúcio Meira
Lúcio Martins Meira ou simplesmente Lúcio Meira (Petrópolis, 3 de março de 1907 — Rio de Janeiro, 24 de dezembro de 1991) foi um militar, engenheiro, político e administrador brasileiro.

## Biografia
Ingressando na Escola Naval, na cidade do Rio de Janeiro — então Distrito Federal — em 1923, seguindo carreira na Marinha do Brasil. Diplomou-se ainda em engenharia civil pela Escola Nacional de Engenharia, em 1942, sendo promovido a capitão-de-corveta.
Em 11 de fevereiro de 1946 foi nomeado interventor federal no estado do Rio de Janeiro, em substituição ao desembargador Abel Magalhães, ocupando o cargo até 23 de setembro daquele ano.
Com o retorno de Getúlio Vargas à presidência da República em 1951, tornou-se subchefe do Gabinete Militar. No mesmo ano foi designado representante da Marinha na Comissão de Desenvolvimento Industrial (CDI) da presidência da República, assumindo a direção do grupo responsável pela implementação da indústria automobilística. Em 1954, com o suicídio de Vargas, deixou o Gabinete Militar e as atividades da CDI.
Foi indicado ainda para ocupar o Ministério da Viação e Obras Públicas no governo Juscelino Kubitschek; como ministro, entre outras realizações, destacou-se por inaugurar no ano de 1959 a ligação rodoviária direta da cidade de Teresópolis ao Rio de Janeiro (atual trecho da BR-116).
Em 1959 deixou a pasta ministerial que ocupava para presidir o Banco Nacional de Desenvolvimento (BNDE). Ocupou ainda a presidência da Companhia Siderúrgica Nacional (CSN) entre 1961 e 1963, afastando-se então da vida pública.

## Homenagem e reconhecimento
O almirante Lúcio Meira tem seu nome como denominação da rodovia BR-393, a denominada "Rodovia do Aço", entre os municípios fluminenses de Sapucaia e Barra Mansa, na região Sul Fluminense, transpondo municípios importantes do estado do Rio de Janeiro, tais como Três Rios, Volta Redonda e Vassouras. Inaugurada nos anos 1950, a rodovia foi concedida à iniciativa privada pelo Governo Federal em 9 de outubro de 2007.
No município de Teresópolis, onde Lúcio Meira foi o responsável pela inauguração da ligação rodoviária da cidade ao Rio de Janeiro, possibilitando maior desenvolvimento econômico daquela região, existe a Avenida Lúcio Meira; extensa avenida localizada no Centro daquela cidade.